# Topoľčany
Topoľčany é uma cidade da Eslováquia, situada no distrito de Topoľčany, na região de Nitra. Tem 27,58 km² de área e sua população em 2018 foi estimada em 24.785 habitantes e pela cidade correm os rios Nitra e Chotina. Em Topoľčany concentra-se a vida cultural, política, cristã e empresarial. 

## História
A cidade foi habitada já em tempos pré-históricos, como evidenciam os sítios arqueológicos. Há vários monumentos culturais e naturais na cidade e no distrito de Topoľčany. 

## Demografia
| Ano:        | 1994   | 2004    | 2014   | 2024   |
| ----------- | ------ | ------- | ------ | ------ |
| Broj ljudi: | 32 156 | 28 728  | 26 421 | 23 985 |
| Razlika:    |        | -10,66% | -8,03% | -9,21% |

| Ano:               | 2023   | 2024   |
| ------------------ | ------ | ------ |
| Número de pessoas: | 24 086 | 23 985 |
| Diferença:         |        | -0,41% |

## Religião
A igreja paroquial da Nossa Senhora, situada na praça da cidade é uma igreja de peregrinação. 
Existe também a Igreja de São Gorazd e São Ladislav, dois santos do território eslovaco. São Gorazd foi o estudante e seguidor de São Cirilo e São Método e São Ladislav foi o rei do Reino da Hungria. 
Na cidade podemos encontrar  também além das igreja luterana com sua paróquia e o Calvário da Cidade. 

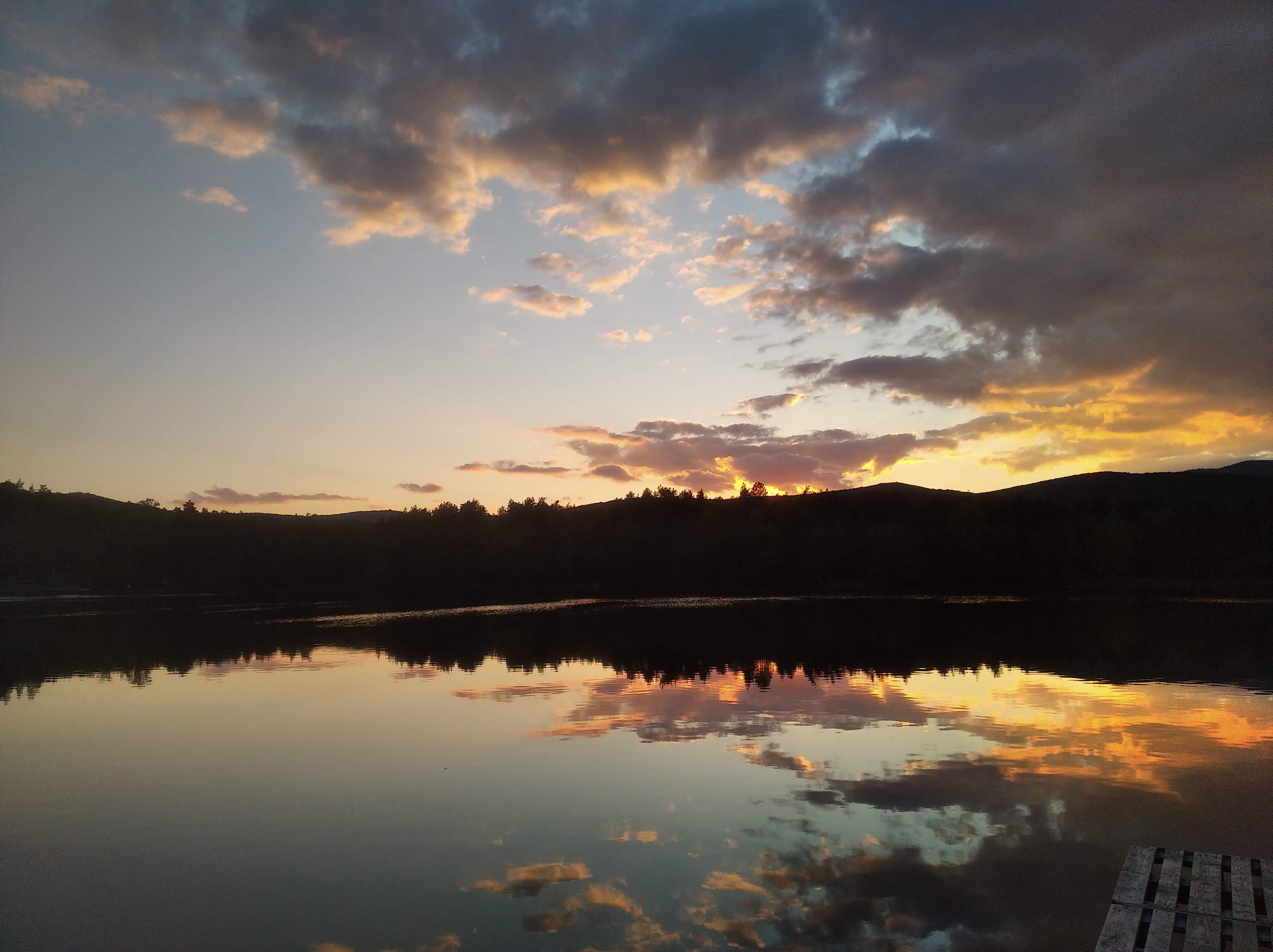

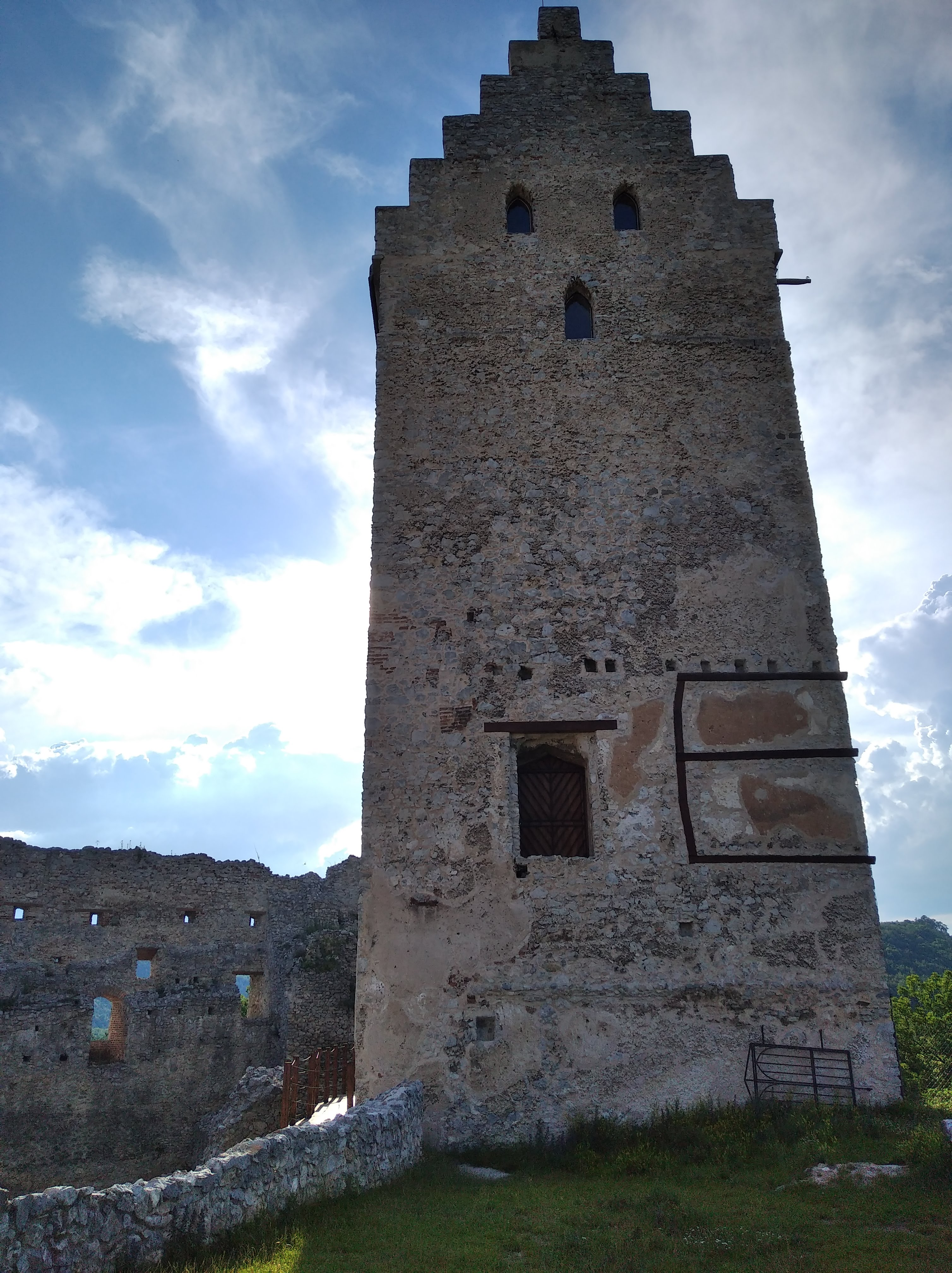

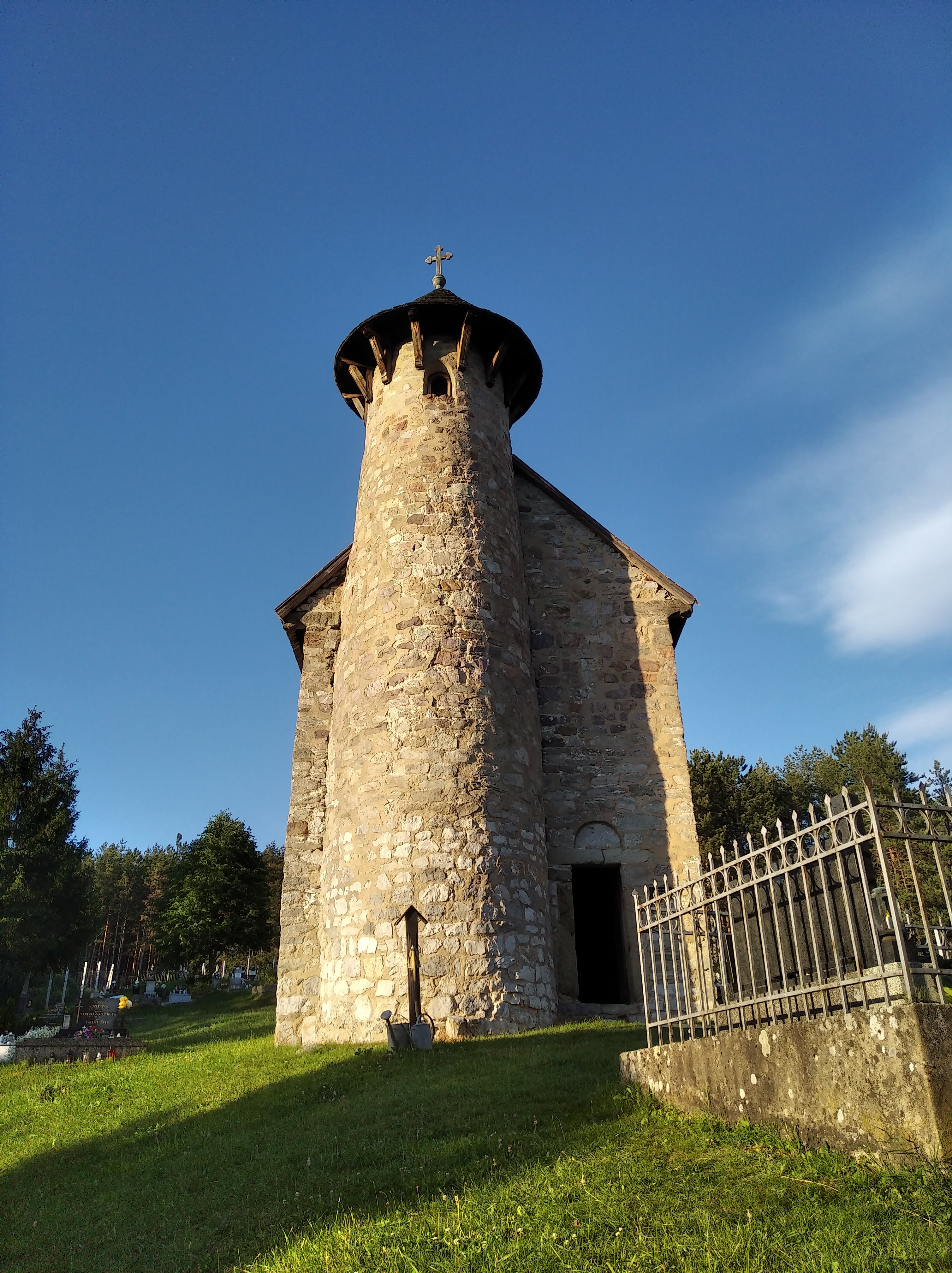